# Microula younghusbandii
Microula younghusbandii är en strävbladig växtart som beskrevs av John Firminger Duthie. Microula younghusbandii ingår i släktet Microula och familjen strävbladiga växter. Inga underarter finns listade i Catalogue of Life.